# 顺峰山公园

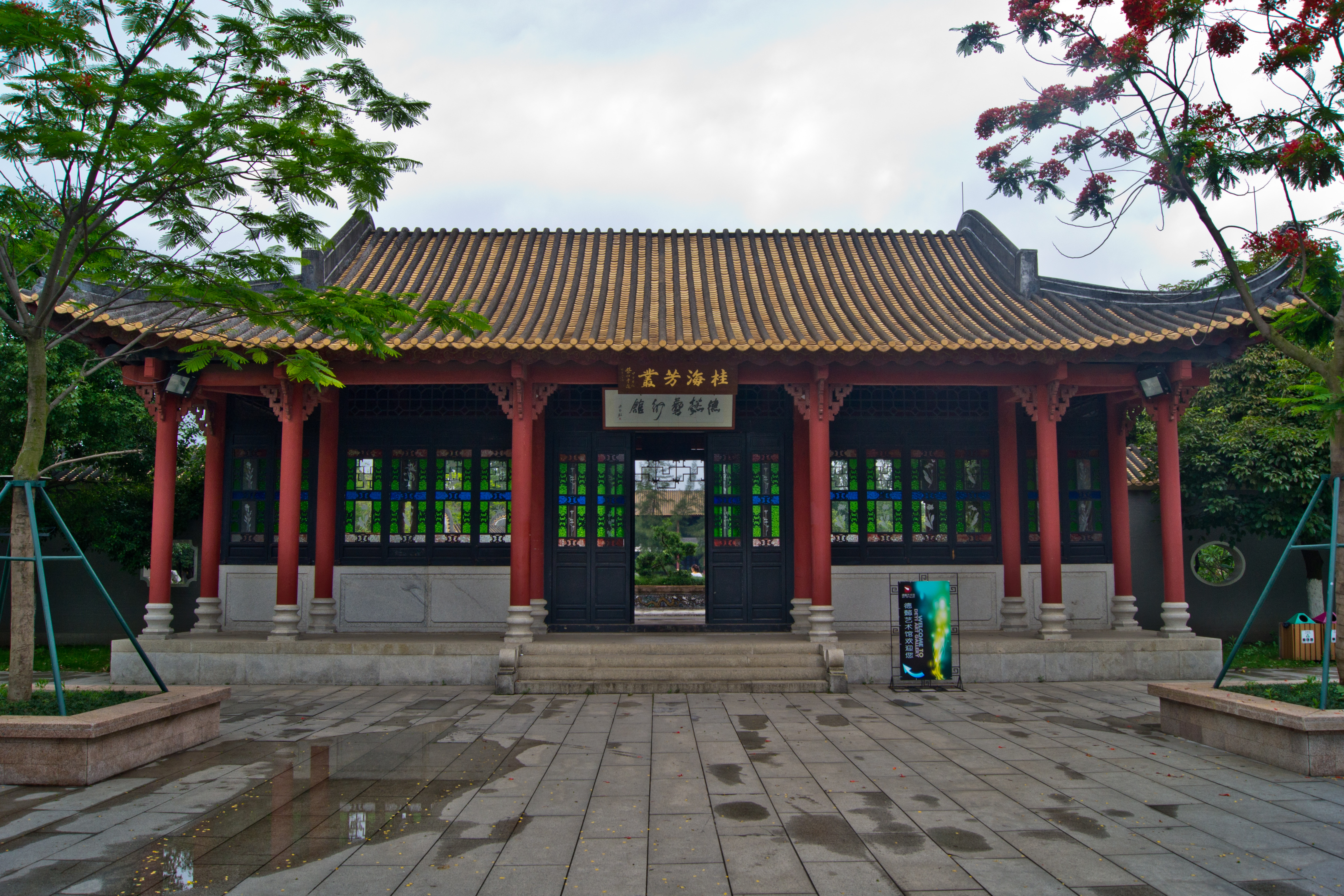
桂海芳丛

顺峰山公园（又叫顺峰公园）位于中国广东省佛山市顺德区大良街道太平山山脚，是一个免费开放的大型市政公园，也是顺德的风景名胜区、“顺德新十景”之一。公园始建于1999年，2002年10月24日竣工，2004年10月1日开放启用。公园主要由太平山、神步山、桂畔湖、青云湖构成。公园内主要景点有桂海芳丛艺术馆、南薰别馆、汀芷园、雅正园、步云径。

## 命名
民间多数人习惯将“顺峰山公园”称之为“顺峰公园”，也有人将当地的顺峰乐园称为“顺峰公园”，而事实上“顺峰公园”并非是上述这两个地方。2009年3月顺德政府网曾发布《佛山市地名规划方案（初稿）顺德区大良街道部分》文件，将“顺峰公园”易名为“顺北公园”，其中“顺北”指的是顺峰山的北部。由于很多人混淆“顺峰山公园”和“顺峰公园”，使部分人分不清公园到底叫什么名字。后经查明后确认是制定文件的人错误使用旧版地图，要进行改名的并非是顺峰山公园，而是顺峰公园，但是顺峰公园只在旧版顺德地图上出现，位于顺峰山公园北部，而在新版顺德地图上则不存在“顺峰公园”这一地名。最后改名没有实行。

## 概况

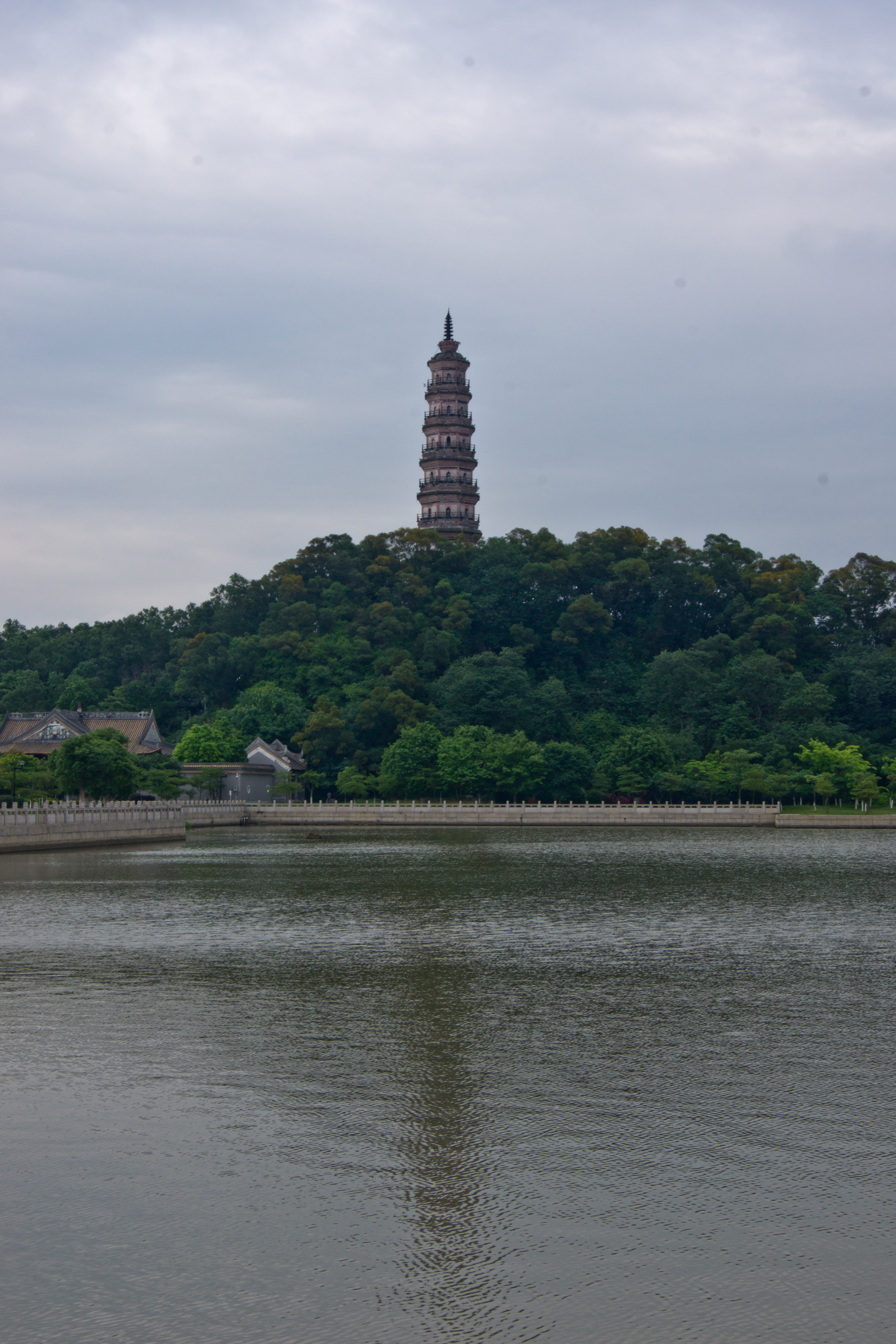
青云塔

顺峰山公园被称为顺德新十景之一。位于佛山市顺德新城区西北部太平山麓。公园自1999年开始兴建，2004年10月向社会开放。公园占地面积8209亩，包括太平山、神步山、桂畔湖、青云湖等景点区域，公园设计以两湖（青云湖区、桂畔湖区）、两塔（青云塔、旧寨塔）为主要旅游轴线，整个公园包括桂海芳丛、汀芷园、步云迳、雅正园等24个景区。单车径内圈长：3.363529公里
截至2007年顺峰山公园共投资12.45亿元。目前顺德大良街道每年投入经费300万元，以维持公园的日常运转。顺峰山公园管理权由原来的顺德新城区开发中心移交给大良街道。

## 公园风格
顺峰山公园的巨型牌坊是公园内的标志性建筑，因其规模大而被称为“中华第一牌坊”。牌坊宽88米，总高度38米，重1.4万吨，基座厚3米；牌坊采用三跨拱结构，主跨35米，牌坊正反两面拱门之间一共有16条用大理石雕琢而成的龙柱，这些龙柱是内置钢管的空心石头，表面雕刻三条龙，每条龙柱直径1.1米，长12米，重量25吨，距离地面5米，全部在门楼顶上用螺丝栓紧倒挂。牌坊主要由顺德建筑设计院有限公司院长梁昆浩设计，牌坊以钢筋混凝土框架为骨架，外表挂花岗石，主要由“黑青麻石”和“富贵红”两种岩石构成，挂石总重量达3000吨。牌坊瓦面有11层，采用凹黄色、凸绿色的半边琉璃龙华脊。牌坊正面中间写有“顺峰山公园”五个大字，北面则写着“顺峰揽胜”四个字。字幅两旁各有一个门神，门神两侧则为龙门花板，三个门洞上的花板都是左右对称的图案，其中有三狮戏球、九龙戏珠、八仙八宝、松鹤延年以及形态各异的花鸟，门洞的两端均雕刻青石鳌鱼头。牌坊风格总体营造出凌空而下巧夺天工的气势，使用了大量华丽图案和精湛的石艺，华南理工大学建筑学院邓其生教授认为牌坊过于庞大，结构有一定复杂，与公园景色有一定的不协调感。
神步山上有一座青云塔，原名神步塔，始建于明朝万历三十年（1602年），由时任知县倪尚忠所建，为八角七层楼阁式砖塔，高45.4米。1991年5月18日成为顺德县文物保护单位，2002年7月17日成为广东省文物保护单位。

## 环境保护
顺峰山公园内的休闲餐饮服务，原本是公园的配套项目，但因废水、废气和厨余垃圾等问题曾遭到不少市民投诉。后多间违建餐饮店包括竹之家、师傅仔、山湖饭店先后被部分和全部强制拆除，明景糖尿病医院因为污染则要在限期内迁走，能仁居测定排污达标，而汀芷园则因租期问题预计在几个月后解决。
2013年佛山市顺德区大良街道开始顺峰山公园旧寨山地质灾害隐患点治理，对一些地质和山体危险的区域开始进行加固工程。

## 伤人事件

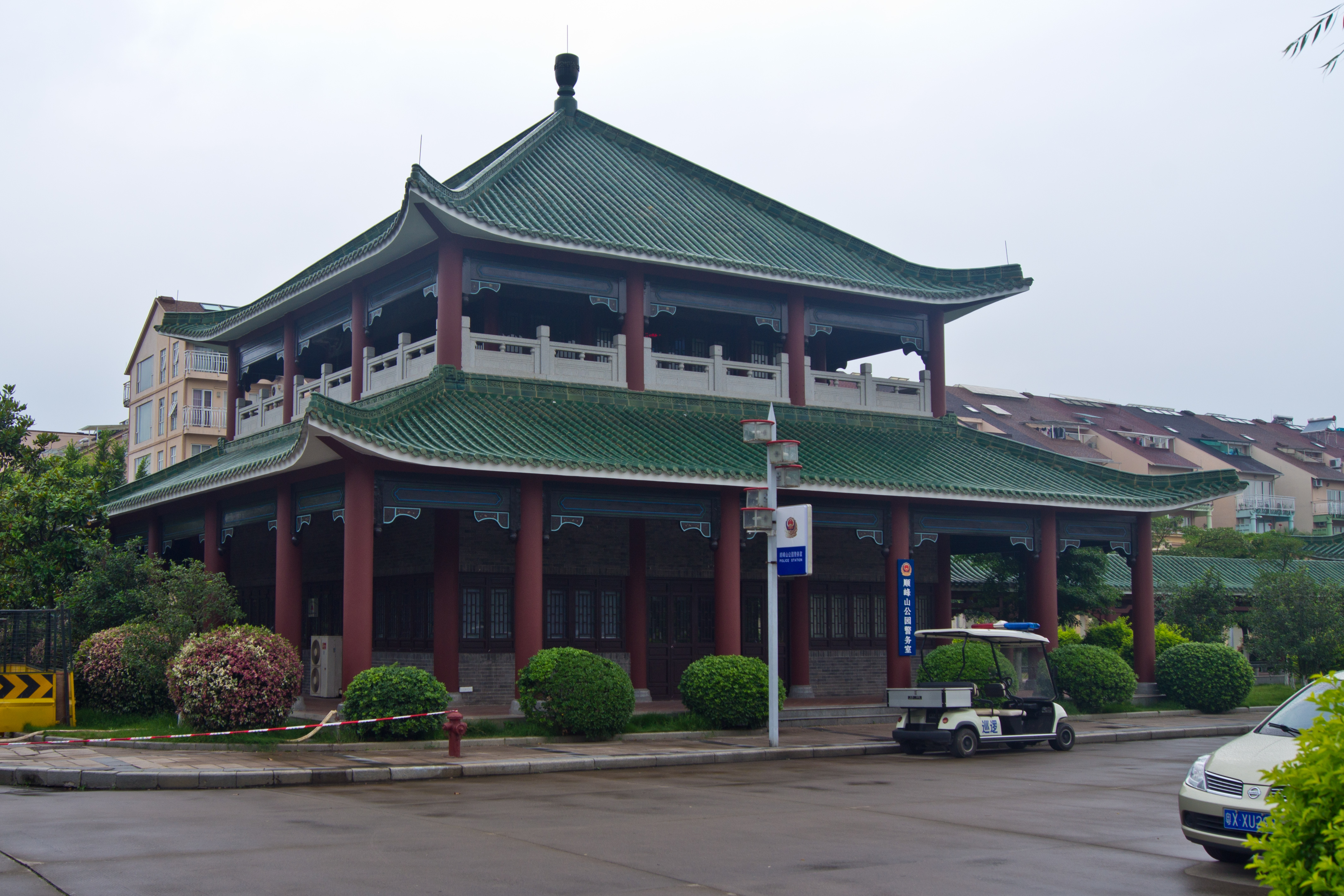
顺峰山公园警务室

2010年3月顺峰山公园曾发生一起持刀抢劫伤人案，后来案件被破获，3名犯罪嫌疑人被刑事拘留。随后顺峰山公园提升安保级别，晚上12时后，顺峰山公园将实行强制关闭，公园内所有灯光将关闭，主要路口实施只出不入，对滞留在园内的市民进行清场和劝离。除了加派保安外，园内也增加监控摄像头到100个，全面覆盖园区。

## 交通
可从广珠西线高速顺德出入口进入南国东路，也可以使用碧桂路进入南国东路，到达顺峰山公园。使用广珠公路（105国道）大良段可先进入南国中路，再到南国东路，到达公园。公共交通方面，到达公园的巴士有304路、306路、307路（番禺榄核）、316路、906路、907路和蓝鲸4号线（佛山禅城）。顺峰山公园附近有3个公共自行车租借点，分别位于正门、伏波桥旁和西门旁边，每个点有18至21辆自行车。另外可从广州番禺、中山、珠海等地乘坐广珠城际轨道到达顺德学院站，然后乘坐接驳巴士可到达顺峰山公园。而规划中的顺德单轨列车一号线和佛山地铁十一号线也计划兴建顺峰山公园站。

## 活动
| 日期                    | 活动名称                                         |        |
| ----------------------- | ------------------------------------------------ | ------ |
| 2009年开始每年的元宵节  | “春满凤城”元宵乐系列活动                         | [ 17 ] |
| 2010年10月1日－10月15日 | 全民总动员，国庆乐无边                           | [ 18 ] |
| 2011年3月26日           | 地球一小时熄灯活动                               | [ 19 ] |
| 2011年4月2日            | 世界自闭症关爱日“牵手星星孩子，结伴同行”系列活动 | [ 20 ] |
| 2011年4月30日－5月2日   | 2011中法文化之春美的地产顺德艺术节               | [ 21 ] |
| 2011年9月30日－10月5日  | 第六届中国岭南美食文化节                         | [ 22 ] |